# Pasajero a Frankfurt
Pasajero a Frankfurt es una novela de misterio, de la escritora británica Agatha Christie, la cual fue publicada originalmente en el Reino Unido por la Collins Crime Club en septiembre de 1970 y en EE. UU. por Dodd, Mead and Company más tarde en el mismo año. La versión británica fue lanzada a la venta en veinticinco chelines. La versión estadounidense se vendió a 5.95 dólares.
Fue publicado en el octogésimo cumpleaños de Christie, y, sumando sus colecciones de libros y cuentos cortos publicados en Estados Unidos y en el Reino Unido, fue promocionado como su octogésimo libro. Es la última de sus novelas de espías.  
Al comienzo del libro hay una frase de Jan Smuts :- "El liderazgo, además de ser una gran fuerza creativa, puede ser diabólico..." 

## Argumento
Cuando un diplomático aburrido es abordado en un aeropuerto inhóspito por una mujer cuya vida está en peligro, acepta, en un momento de debilidad, darle su pasaporte y su pase de abordaje. 
Repentinamente, la propia vida de Stafford Nye cambia, entrando en una red de intriga internacional, de la cual la única salida es detener a la condesa von Waldsausen, quien, loca de poder, trata de dominar el mundo mediante la manipulación de la juventud del planeta, la cual planeaba transformar en un resurgimiento de la dominación nazi.
El libro tiene un final ambiguo, lo cual es inusual tratándose de Agatha Christie.

## Importancia literaria y recepción
Francis Iles (Anthony Berkeley Cox) en un artículo del periódico The Guardian del 15 de octubre de 1970 dijo que "La novela recuerda a la idea de un auto girando a alta velocidad tras una esquina, y de una víctima quien, sin ser vista, baja de la acera hacia la calle en el momento preciso. Agatha Christie usa este recurso dos veces en Pasajero a Frankfurt. Para lo demás, el libro es un gran trabajo sobre la temática favorita de la Sra. Christie: el estado actual del mundo y cómo estará en el futuro, sobre los cuales tiene una opinión algo difusa. En otras palabras, decidió hacer un trabajo serio y poco usual para su autora, tratándose de un libro tan importante como el octogésimo."
Maurice Richardson en The Observer del 13 de septiembre de 1970 comenzó su crítica diciendo: "Su octogésimo libro, pese a no ser el mejor, está muy lejos de ser el peor". Concluye con: "En ciertos momentos uno se ve atrapado en la explicación de la diferencia entre un hippie y un skinhead pero sigue entreteniendo maravillosamente a su público. Espero que escriba su octogésimo-primer libro."
Robert Barnard dijo en su crítica que "La última de sus novelas de misterio varía desde lo improbable hasta lo inconcebible, terminando en un problema incomprensible. Deberían otorgarse premios a los lectores que hayan entendido el final. Trata sobre el tumulto juvenil de los 60s, las drogas, una nueva raza aria y todo lo que entre en el conocimiento de Christie, el cual es bastante incierto (parece tener una idea muy extraña sobre lo que significa el término 'Tercer Mundo', por ejemplo). Collins insiste en que subtitule al libro 'Una Extravaganza.' Uno puede pensar en otras descripciones."

## Publicaciones
- 1970, Collins Crime Club (Londres), septiembre de 1970, 256 páginas
- 1970, Dodd Mead and Company (Nueva York), 272 páginas
- 1972, Pocket Books (Nueva York)
- 1973, Fontana Books (Imprenta de HarperCollins), 192 páginas
- 1984, Edición Ulverscroft, ISBN 0-70-891184-6